# Tarnobrzeska Specjalna Strefa Ekonomiczna
Tarnobrzeska Specjalna Strefa Ekonomiczna Euro-Park Wisłosan – specjalna strefa ekonomiczna utworzona na mocy Rozporządzenia Rady Ministrów z dnia 9 września 1997 r. w oparciu o ustawę z dnia 20 października 1994 o specjalnych strefach ekonomicznych. Właścicielami tego majątku są przedsiębiorstwa działające na terenie Tarnobrzeskiej Specjalnej Strefy Ekonomicznej w chwili jej ustanowienia, gminy, na których terenie znajdują się tereny oraz Agencja Rozwoju Przemysłu S.A. w Warszawie, instytucja zarządzająca TSSE Euro-Park Wisłosan.
TSSE zajmuje obszar 1 632 ha, który znajduje się na terenach województw podkarpackiego, małopolskiego, świętokrzyskiego, mazowieckiego, dolnośląskiego, podlaskiego oraz lubelskiego. Do 30 kwietnia 2007 roku TSSE wydało 141 zezwoleń na inwestycje na terenach strefy. Zasoby udostępniane inwestorom na terenie strefy obejmują tereny inwestycyjne, w znacznej mierze uzbrojone, budynki oraz infrastrukturę techniczną. Warunkiem inwestycji w strefie jest posiadanie min. 100 tys. euro. Przedsiębiorca może liczyć na ulgi podatkowe i np. 50% zwrot kosztów nowo zatrudnionych pracowników.

## Podstrefy TSSE
1. Tarnobrzeg (120,01 ha)
  - rejony Nagnajów, Chmielów, Machów, Gorzyce.
2. Stalowa Wola (277,35 ha)
  - rejon Nisko.
3. Nowa Dęba (117,20 ha)
  - rejon Przeworsk.
4. Radom (151,55 ha)
  - rejony dzielnica Gołębiów, dzielnica Wólka Klwatecka, Ożarów Mazowiecki, Poniatowa, Wyszków, Pilawa.
5. Staszów (104,12 ha)
  - rejony Krzywołęcz, Grzybów, Rzędów, Połaniec.
6. Jasło (58,82 ha)
  - rejony Warzyce, Niegłowice, Rymanów, Jedlicze.
7. Wrocław-Kobierzyce (410,68 ha)
  - rejon Kobierzyce.
8. Przemyśl (81,49 ha)
  - rejon Przemyśl
9. Janów Lubelski (18,51 ha)
  - rejon Janów Lubelski
10. Siedlce (65,40 ha)
  - rejon Siedlce
11. Łuków (27,29 ha)
  - rejon Łuków
12. Tomaszów Lubelski (10,56 ha)
  - rejon Tomaszów Lubelski
13. Węgrów (29,33 ha)
  - rejon Węgrów
14. Nowe Miasto nad Pilicą (15,13 ha)
  - rejon Nowe Miasto nad Pilicą
15. Kraśnik (23,48 ha)
  - rejon Kraśnik
16. Przasnysz (55,07 ha)
  - rejon Przasnysz
17. Horodło (5,30 ha)
  - rejon Hrubieszów
18. Ryki (4,45 ha)
  - rejon Ryki
19. Łapy (11,95 ha)
  - rejon Łapy
20. Pionki (19,11 ha)
  - rejon Pionki[5]

## Główni inwestorzy
- ATS Stahlschmidt & Maiworm Sp. z o.o.
- LG Display Sp. z o.o.
- Nowy Styl Sp. z o.o.
- Pilkington Automotive Poland Sp. z o.o.
- Polimex-Mostostal S.A.
- Toora Poland S.A.
- Valmont Polska Sp. z o.o.
- Winkowski Sp. z o.o.